# Les Municipaux, trop c'est trop
Série
Les Municipaux, ces héros
(2018)
Pour plus de détails, voir Fiche technique et Distribution.
Les Municipaux, trop, c'est trop est une comédie française écrite et réalisée par le duo d'humoristes Les Chevaliers du Fiel (Éric Carrière et Francis Ginibre). Ce film est la suite de Les Municipaux, ces héros, des mêmes réalisateurs, sorti en 2018.

## Synopsis
À Port-Vendres, petite ville où travaillent 280 employés municipaux, le maire a pour intention de réduire les effectifs. Le syndicat majoritaire (et unique) décide donc d'une grève du zèle du personnel municipal.

## Fiche technique
- Réalisation : Les Chevaliers du Fiel
- Scénario : Éric Carrière
- Musique : Jack Lestrohan et Éric Carrière
- Photographie : Lubomir Bakchev
- Monteuse : Gaëlle Ramillon
- Décors : Laurent Tesseyre
- Son : Laurent Zeilig
- Production déléguée : Patrick Godeau
- Sociétés de production : Waiting for Cinéma, C8 Film, Studios Canal
- Société de distribution : Apollo Films
- Genre : comédie
- Format : couleurs
- Durée : 99 minutes
- Date de sortie : 23 octobre 2019

## Distribution
- Éric Carrière : Christian Garcia
- Francis Ginibre : Gilbert Lavergne
- Bruno Lochet : Michel, le chauffeur du bus scolaire alcoolique
- Lionel Abelanski : M. Baldelli, le maire
- Sophie Mounicot : Ghislaine, l'épouse de Christian
- Angélique Panchéri : Véro, employée à la piscine municipale
- Éric Delcourt : Ménard
- Constance Pittard : Milène
- Marthe Villalonga : la mère de Gilbert
- Isabelle Ferron : Solange, la boulangère
- Yves Pujol : Rémy
- Franck Migeon : Maurice
- Julien Croquet : Jean-Louis
- Patrick Chanfray : Jean-Mi
- Bérénice Maugat : Yolande
- Sandra Jouet : Béné
- Chantal Ladesou : Mademoiselle Legrand
- Liane Foly : l'escort-girl
- Mohamed Bounouara : Thierry, le cuisinier
- Marie-Laetitia Bettencourt : Mme Lambert
- Emma Gamet : Mlle Pérec, la psychologue
- Merri : le curé
- Alain Dumas : Georges-Paul, le syndicaliste parisien

- Cécile Boutin: Secrétaire de la mairie cagoulée

## Box-office
Le film sort le mercredi 23 octobre 2019 dans 272 salles. Il ne réalise que 25 503 entrées pour sa première journée et 91 912 pour son premier week-end.
En sept jours, seulement 119 328 entrées sont comptabilisées. Le deuxième week-end ne cumule que 61 007 entrées.
Après trois semaines, le film est vu par 217 508 spectateurs. Il termine sa carrière en salles après seulement 5 semaines et 227 446 entrées.
Les résultats sont nettement inférieurs au premier film.